# Sien van Gogh
Sien van Gogh is een dagboekverhaal, geschreven door Yves Saerens, gebaseerd op het leven van prostituee Sien Hoornik (1850-1904). Het verhaal werd vrijgegeven op een projectwebsite in boekvorm en in eigen beheer uitgegeven in 2020.
Saerens benadrukt in een toelichting over het project in rekto:verso dat de roman een poging vormt tot eerherstel voor Sien. Door de selectieve publicatie van Jo Bongers van brieven van Vincent van Gogh aan diens broer in Vincent van Gogh: brieven aan zijn broeder, werd zij volgens Saerens slachtoffer van een karaktermoord. De roman poogt een genuanceerd beeld te schetsen van Sien.
Uitgeverijen toonden belangstelling maar haakten uiteindelijk af vanwege het vermeende fictieve aspect van het verhaal en omdat het Van Gogh Museum niet wilde meewerken. Daarna besloot de auteur om het boek zelf uit te geven, zowel digitaal als in papieren vorm. Het uitgeven in eigen beheer sluit volgens Saerens overigens ook beter aan op het thema van armoede en kansloosheid.
Saerens presenteerde het boek op 9 november 2020 op de Antwerpse Digitale Boekenmarathon en Boekenfeest, de vervanging van de door de coronapandemie geannuleerde Antwerpse Boekenbeurs.